# 川田神社 (甲賀市土山町頓宮)
川田神社（かわたじんじゃ）は、滋賀県甲賀市に鎮座する神社である。仁和元年（885年）に伊勢国から滝原大神を勧請したと伝わる。延喜式名神大社の論社である。高安大明神とも川田滝大明神とも称したが、明治9年に現社号に改められた。鎮座地は頓宮に当たり、倭姫命が白川で禊ぎを行ったとの伝承がある。旧県社。

## 祭神
- 倭姫命

## 祭り
- 例祭 - 4月20日に行われる。

## 文化財
- 棟札 - 寛永11年の銘。
- 鰐口 - 享保8年の銘。